# Joahaz de Judà
Segons la Bíblia, Joahaz (en hebreu יהואחז בן-יאשיהו Yehoahash ben Yôšiyyāhû) va ser el dissetè rei de Judà i l'últim que va regnar com a sobirà independent. Va regnar 3 mesos al 609 a.n.e. segons la cronologia tradicional, o al 628 a.n.e. segons la cronologia bíblica. Va ser fill i successor de Josies. El nom de la seva mare era Hamutal. Després de la mort de Josies a les mans del faraó Necó II d'Egipte, el poble va escollir Joahaz com a successor al tron, encara que no era el més gran dels fills de Josies que aleshores vivien.
Joahaz tenia 23 anys quan va començar a regnar. La seva governació va durar només tres mesos fins que Necó II el va tancar a la presó de Riblà. Més tard va ser dut a Egipte, on va morir en captivitat. El Faraó va fer rei el seu germà Joiaquim.